# OH!キッチン家族
『OH!キッチン家族』（オーキッチンかぞく）は、1988年4月4日から1989年3月20日までテレビ東京系列局で放送されていたテレビ東京製作のテレビドラマである。全35話。放送時間は毎週月曜 19:30 - 20:00 （日本標準時）。
『パパこげてるョ! → 新・パパこげてるョ!』から続く料理ドラマシリーズの第2弾。それまでと同様に、料理番組を兼ねた内容で放送されていた。

## 出演者
- 関根勤
- 林寛子
- 間下このみ
- 赤山裕樹
- 清水マリ - 吹き替え担当（妖精パセリ役）。

## スタッフ
- 脚本：海老原靖男
- 演出：只野研治、太田哲夫、池田朋之
- 音楽：小堀ひとみ
- プロデューサー：大竹彰、太田哲夫

## ネット局
- テレビ東京（制作局、同時ネット）
- 富山テレビ（月曜 11:00 - 11:30にて放送）[1]